# كولن موريس
كولن موريس (بالإنجليزية: Colin Morris)‏ (22 أغسطس 1953 في المملكة المتحدة - ) هو لاعب كرة قدم بريطاني في مركز الوسط. لعب مع شيفيلد يونايتد ونادي بلاكبول ونادي بيرنلي ونادي ساوثيند يونايتد ونادي سكاربورو ونادي بوسطن يونايتد.

## وصلات خارجية
- كولن موريس على موقع قاعدة بيانات كرة القدم.إي يو (الإنجليزية)